# Елиът от Земята
„Елиът от Земята“ (на английски: Elliott from Earth) е анимационен сериал, създаден от Гийом Касуто, Мик Грейвс и Тони Хъл за Cartoon Network. Продуциран от Cartoon Network Studios Europe, премиерата му е във Великобритания на 6 март 2021 г. В Съединените щати сериалът е излъчен от 29 март до 9 април 2021 г.

## В България
В България сериалът започва излъчване по локалната версия на „Картун Нетуърк“ на 29 май 2021 г. и приключва на 1 юни.

### Нахсинхронен дублаж
| Роля                    | Изпълнител           |
| ----------------------- | -------------------- |
| Елиът                   | Петър Каменов        |
| Мо                      | Константин Димитров  |
| Франки                  | Венцислава Захариева |
| Безмилостния лорд Калус | Александър Митрев    |
| Режисьор на кошера      | Малена Шишкова       |

| Обработка           | студио „Про Филмс“ |
| ------------------- | ------------------ |
| Режисьор на дублажа | Симеон Дамянов     |
| Преводач            | Дара Цветкова      |